# 社會福利署

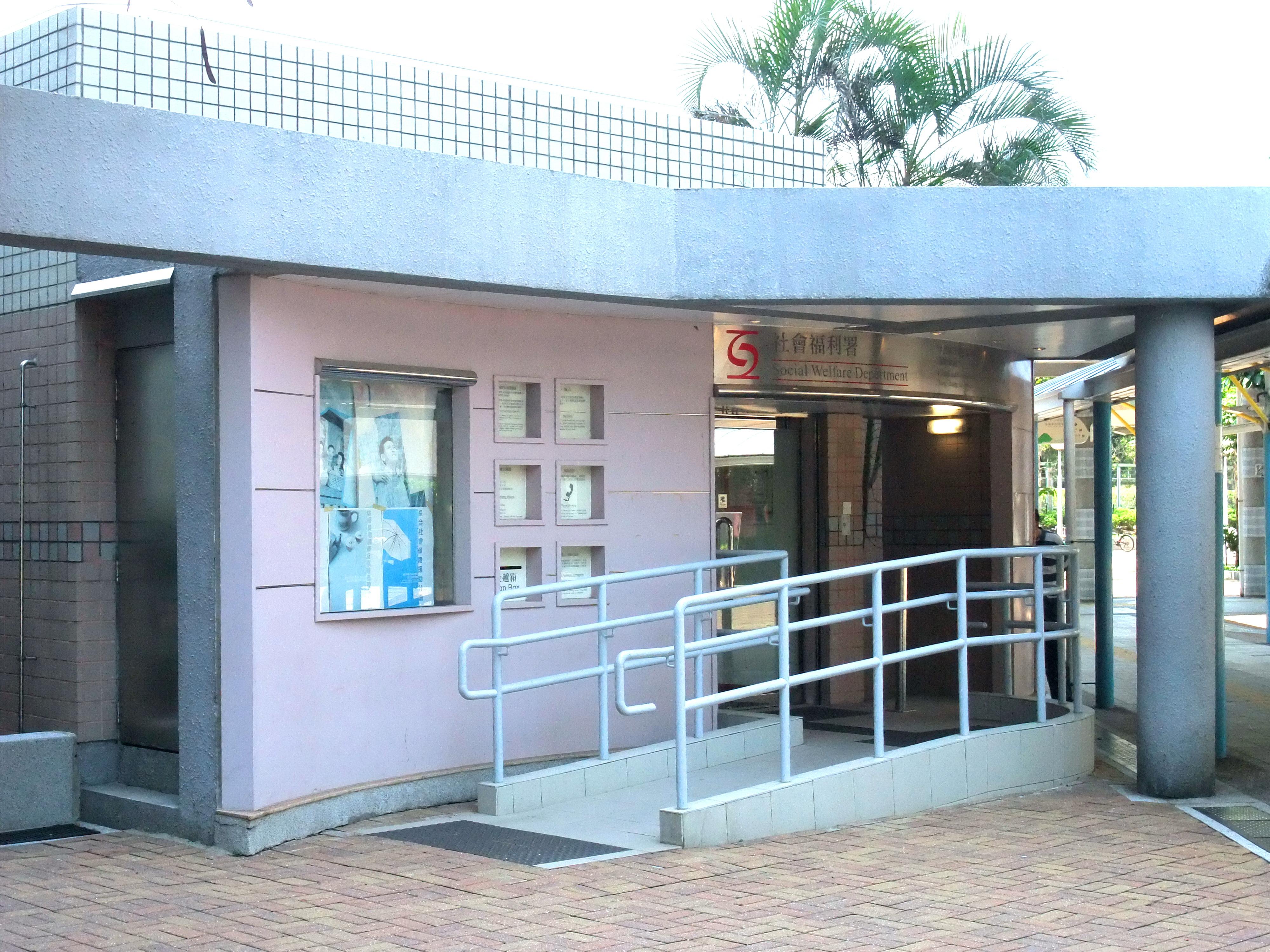
位於東涌逸東邨的社會福利署東涌社會保障辦事處

社會福利署（簡稱社署或社福署，縮寫：SWD），是香港特別行政區政府勞工及福利局轄下的部門，專責管理社會福利等事務。現任社會福利署署長為杜永恆。

## 歷史
社會福利署最初為華民政務司署的社會局，成立於1948年，負責救災工作。1958年1月1日成為獨立部門。
社會福利署原隸屬衞生福利及食物局，2007年7月1日決策局重組後劃入新成立的勞工及福利局。

## 架構
社會福利署下轄十三個分科，包括臨床心理服務科、安老服務科、家庭及兒童福利科、康復及醫務社會服務科、津貼科、青年及感化服務科、行政科、財産科、人力資源處理科、資訊及科技科和社會保障科，分由兩位副署長經理，叧每個分科各有一個助理署長協助。此外，機構辦事處下屬有新聞及公共關係組、策略規配組和研究及統計組，負責整體的統籌及支援等。
社會福利署轄下分科外，社會福利署亦會根據個別需要，成立各類既諮詢及法定委員會，以回應市民投訴。直至2009年，社會福利署各成立了數個委員，當中委員包含無薪工作發展、安老事務、科技技術專業領域及保護兒童等。

### 安老服務科
負責安老服務，安老院舍等。1999年前屬於家庭服務科，後來升格為獨立一科。

### 家庭及兒童福利科
下轄家庭服務組、兒童福利組、家庭暴力組及數區的福利辦事處等。
此外，家庭及兒童福利科於全港設有11隊保護家庭及兒童服務課（俗稱「打仔組」或「社署重案組」），為處理虐兒、家庭暴力個案的主力單位。在2018年，保護家庭及兒童服務課共有168名社工，處理逾7,300宗虐兒個案。

## 社會功能
社會福利署是一個為貧苦、殘疾。智障、老、弱、婦、幼，露宿、吸毒、釋囚、暴力及交通意外受害者等社會上的弱勢群體，提供無償福利救助服務的政府機構。時至今日，大多數人對社會福利署在穩定香港社會方面的重大貢獻，仍缺乏足夠認識。
社會福利署提供大致七個主要方面服務：
(1) 家庭及兒童福利 
提供家庭危機支援、家暴處理、婦女庇護中心等綜合家庭服務；
提供保護家庭及兒童服務：包括虐兒，及兒童管養權爭議的服務；寄養、領養服務；幼兒照顧服務，兒童院舍、兒童住宿照顧服務； 
提供短期食物援助以及露宿者服務；
提供受助者臨床心理服務。
(2) 社會保障
向失去經濟來源的人發放綜合援助金，給嚴重殘疾人士及高齡人士提供津貼；
推行公共福利金計劃下的長者生活津貼；執行暴力及執法傷亡賠償計劃、交通意外傷亡援助計劃 ； 
為災民提供物資援助，發放食物及其他必需品以及經濟援助。
(3) 安老服務
提供長者綜合家居照顧、家務助理服務；
提供受資助的安老院舍的資助宿位 ； 
向安老院舍發牌；
長者咭計劃 。
(4) 康復及醫務社會服務
協助弱智、殘疾人士發展體能、智慧及適應社會生活的能力；提供康復醫務社會服務；向吸毒者提供預防和康復服務。
包括： 
為殘疾、弱能兒童提供學前服務；為輕度智障兒童提供服務； 
為低收入家庭兒童提供學習訓練津貼； 
為殘疾成人提供職業訓練及職業康復服務； 
為智障成人、失明長者、肢體傷殘成人、已離院的精神病康復者提供住宿服務；殘疾兒童收容所，以及殘疾成人緊急安置服務；
殘疾精英運動員提供直接財政資助；  
為吸毒者提供預防及戒毒康復服務。
(5) 違法者服務
協助違法者改過自新及重返社會；
提供感化及社會服務令綜合服務 ；
推行監管釋囚計劃，並負責青少年罪犯評估專案小組的工作 ；
為更生人士提供輔導、小組活動、住宿服務、善後輔導服務及職業輔助。
(6) 社區發展
為市民提供社區工作及小組服務， 尤其著重照顧弱勢社羣的需要 ； 
提供社區外展服務、個案輔導及小組工作服務，協助露宿者、精神病康復者及更生人士重投社會 。
(7) 青少年服務
提供綜合青少年服務中心、兒童及青年中心、外展社會工作服務及學校社會工作服務。

## 人力資源
在2017-2018年度，社會福利署共有編制職位6,066 個。包括首長級職位26 個，非首長級職位6,040 個。
首長級人員包括署長，副署長2位，助理署長8位，首席主任2位，總臨床心理學家，主任秘書，地區福利專員11位。
截至2018年3月31日，社會福利署員工按負責工作分，人數如下：
(1) 家庭及兒童福利服務員	1,938人
(2) 社會保障服務員		2,394人
(3) 安老服務員 			  341人
(4) 康復及醫務社會服務員          866人
(5) 犯罪法者服務員		  505人
(6) 社區發展服務員		    4人
(7) 青少年服務員		   18人
總服務人員			6,066人

## 歷任社會福利署署長
- G. T. Rowe 巴瑯（1957年—1966年）
- 陶雅禮（1966年—1968年）
- 賈赫（1968年[5][6][7]署任）
- 魯佐之（1968年[8][9]—1972年[10][11]）
- 李福逑（1972年—1973年）
- 李春融（1974年—1981年）
- 程尚文（1981年—1983年）
- 湛保庶（1983年—1984年）
- 陳方安生（1984年—1987年）
- 黃錢其濂（1987年—1990年）
- 簡德倫（1990年—1992年）
- 冼德勤（1992年—1996年）
- 梁建邦（1996年—2000年）
- 林鄭月娥（2000年—2003年）
- 鄧國威（2003年—2007年）
- 余志穩（2007年7月1日—2009年8月14日）
- 聶德權（2009年8月15日—2013年7月7日）
- 葉文娟（2013年7月8日—2019年10月8日）
- 梁松泰（2019年10月9日—2022年8月9日)
- 李佩詩（2022年8月10日-2025年2月2日)
- 杜永恒 (2025年2月3日-)

## 歷任社會福利署副署長（服務）
- 朱楊珀瑜
- 蔣慶華
- 馮伯欣
- 林嘉泰（2013年9月一2021年1月30日）（在任期間逝世）
  - 陳德義（署理）（2021年1月30日一5月31日）
- 郭志良（2021年6月1日-2022年5月31日）
- 黃國進（2022年6月1日-2025年02月03日)
- 梁綺莉 (2025年02月06日至今)

## 歷任社會福利署副署長（行政）
- 梁王珏城
- 鍾小玲
- 羅德賢
- 郭志良（？至2021年5月31日）
- 黃燕儀（2021年6月1日至2025年6月1日）
- 關淑儀（2025年6月1日至今）

## 綜合援助金
「綜援」是「綜合社會保障援助計劃」簡稱。綜援計劃的目的﹐是為那些在經濟上無法自給的人士提供安全網﹐以應付生活上的基本需要，「綜援金」就是俗稱救濟金。
「綜援計劃」和「公共福利金計劃」是「社會保障計劃」的兩大基本項目。在2016-2017財政年度，社會福利署得到的645億撥款中，71 % 即457億用於社會保障。在2017-2018財政年度，社會保障開支將躍增至521億。
在2016-2017財政年度，有23萬6千多宗綜援計劃受助人。其中包括14萬5千宗沒有資產、沒有謀生能力的老人，4萬多宗健康欠佳失去收入的人士，以及單親、低收入、失業人士。綜援金惠及申請人的家庭成員，也即有幾十萬香港窮人靠綜援金為生。
綜援金大致包括三類內容﹕標準金、補助金（包括：長期個案補助金、單親補助金 、社區生活補助金、交通補助金、院舍照顧補助金）以及特別津貼。視乎受助人具體情況決定發放內容。
由2023年2月1日起生效的標準金額，65歲以上的長者及健康欠佳人士為4,060元，家庭成員3,820元。65歲以下有謀生能力人士為2,855元。(2019年2月1日起長者綜援年齡改為65歲；60-64歲申請屬健全成人組別，可獲就業支援補助金。)
綜援金受助人必須是香港居民；或取得香港居民身分不少於一年；及在取得香港居民身分後，在香港總共居住滿一年新移民。申請人必須通過入息及資產審查。為防止詐騙、隱瞞、漏報，因貪心而誤蹈法網，審查非常嚴格認真，近乎苛刻。
綜援金的申請手續必須在香港辦理，申請人可親自前往或用電話﹑傳真﹑電郵或郵遞方式提出申請﹐或由其他機構轉介。在接到申請後﹐社會福利署會安排約見申請人和進行家訪﹐以查核實際情況及所提供的資料。如资料齐全，4 星期内完成一切手续。一經批准，自申請日(或合格日，以較後者為準)起計的綜援金，就直接撥入申請人帳戶。申請過程完全免費，如申請人對審核結果有不同意見，可於限期內通過申訴機制提出覆核。

## 公共福利金
有別於服務赤貧、沒有年齡限制的受助人應付生活上的基本需要的「綜援計劃」，「公共福利金計劃」是為嚴重殘疾或年齡在65歲或以上的香港居民，每月提供現金津貼，以應付因嚴重殘疾或年老而引致的特別需要。
受惠對象的入息和資產略為放寬。嚴重殘疾或年齡在70歲以上的香港居民，不設入息和資產限制。除長者生活津貼（包括廣東計劃及福建計劃在內）的申請人之外，申請本計劃下發放津貼的人士均無須接受經濟狀況調查。
「公共福利金計劃」包括普通傷殘津貼、高額傷殘津貼、高齡津貼、長者生活津貼、廣東計劃及福建計劃。
截至2017年5月，「公共福利金計劃」處理85萬個案，包括24萬年齡在70歲以上的「生果金」高齡津貼；45萬長者生活津貼；14萬3千傷殘津貼。
公共福利金計劃的申請人必須已成為香港居民最少七年；及在緊接申請日前連續居港最少一年。
（a）普通傷殘津貼：現時每月金額為HK$2,005（12-64歲人士另加交通補助金HK$325）。	
（b）高額傷殘津貼：現時每月金額為HK$4,010（12-64歲人士另加交通補助金HK$325）。
（c）高齡津貼，俗称「生果金」：年齡在70歲或以上。現時每月金額為HK$1,570。
（d）長者生活津貼：年齡在65歲或以上，收入及資產沒有超過規定的限額，現時每月金額為HK$4,060。
（e）廣東計劃及福建計劃：年齡65歲或以上，收入及資產沒有超過規定的限額（只適用於長者生活津貼）；及於領款期間繼續分別在廣東及福建居留；每月金額相等於高齡津貼或長者生活津貼。

## 攜手扶弱基金
攜手扶弱基金是香港特別行政區行政長官於2005年香港施政報告中宣布設立二億港元的基金。目的為推動社會福利界、商界和政府三方合作，建立伙伴關係，共同扶助弱勢社群。

## 外部連結
- 香港特別行政區政府 社會福利署 （页面存档备份，存于）